# Balatonalmádi
Balatonalmádi là một thành phố thuộc hạt Veszprém, Hungary. Thành phố này có diện tích 49,88 km², dân số năm 2010 là 9036 người, mật độ 181 người/km².